# Godehal, Bellary
Godehal là một làng thuộc tehsil Bellary, huyện Bellary, bang Karnataka, Ấn Độ.